# Nelson Peltz
Nelson Peltz (* 1942 in Brooklyn) ist ein amerikanischer Hedgefonds-Manager.

## Leben
Gemeinsam mit Peter W. May und Edward P. Garden gründete er 2005 Trian Fund Management. Es investierte in den folgenden Jahren unter anderem in H. J. Heinz Company, Cadbury Schweppes, Kraft Foods, Ingersoll Rand, Wendy’s, DuPont,  Mondelēz, PepsiCo, Procter & Gamble und State Street Corporation.
Im Oktober 2015 kaufte Peltz/Trian für 2,5 Mrd. US-Dollar Anteile an General Electric.
Peltz’ Privatvermögen wurde laut Forbes im März 2018 mit 1,67 Mrd. US-Dollar angegeben.

## Privates
Mit seiner dritten Frau Claudia Heffner hat Peltz drei Kinder. Aus den vorherigen Ehen stammen sieben weitere Kinder. Zwei seiner Kinder sind die Schauspieler Will und Nicola Peltz.
Peltz lebt in Bedford im Bundesstaat New York.